# Apurímac (folyó)
Az Apurímac Peru egyik jelentős folyója. Neve a kecsua nyelvből ered, amelyben az apu jelentése „isten”, a rimac szóé pedig „beszélő”.

## Leírás
Az Apurímac Peru déli részén, Cuzco városától délre ered az Andokban, majd északkelet felé folyva Cusco, Ayacucho és Junín megyék hármashatáránál az Ene folyóba torkollik. Az Ene később Ucayaliba torkollik, ami pedig a Marañónnal egyesülve létrehozza az Amazonast. Így az Apurímac forrása az Amazonas egyik forrása is egyben: hosszas viták folynak arról, hogy esetleg az Apurímac forrását tekintsék-e az Amazonas kezdetének. Az 1900-as évtized közepén végzett felderítőutak során jelölték meg az Apurímac forrásvidékét, mint az Amazonas lehetséges forrását, de a pontos hely az idők során változott. Először a Vilafro-tavat tekintették a folyók forrásának, mások a Cuzcótól mintegy 200 km-re délre található Cerro Huagra nevű hegyet, majd az 1960-as években Carlos Peñaherrar del Águila földrajztudós a Nevado Mismi nevű, 5597 méter magas hegyet.
Útja során az Apurímac nagyrészt keskeny, magas hegyekkel szegélyezett völgyekben folyik, számos vízesés található rajta. Az Apurímac fölött vezet át egy híres inka függőhíd, a Queshuachaca híd, amelyet a térség őslakói minden évben felújítanak.

## Képek

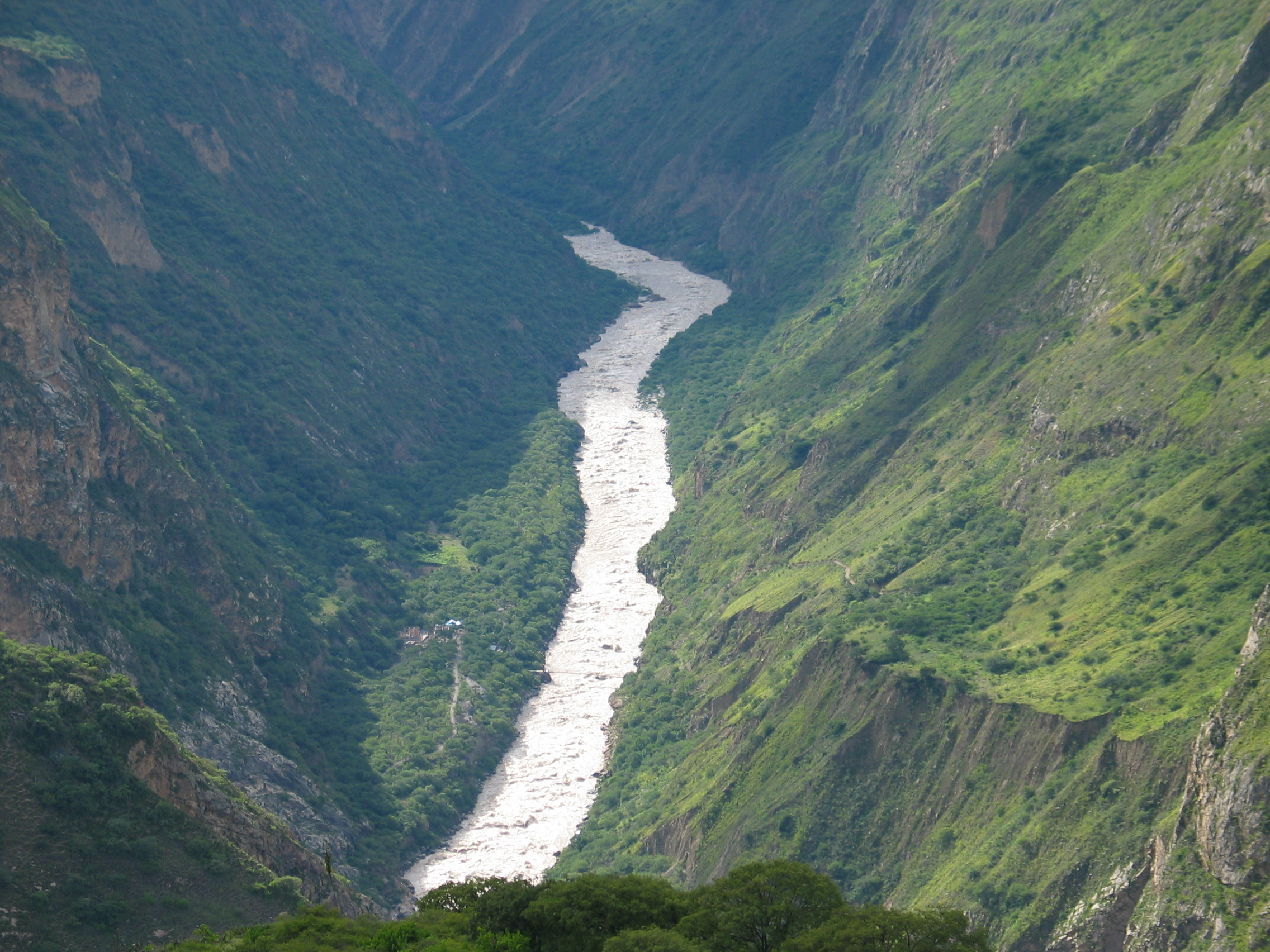
Mély völgyében
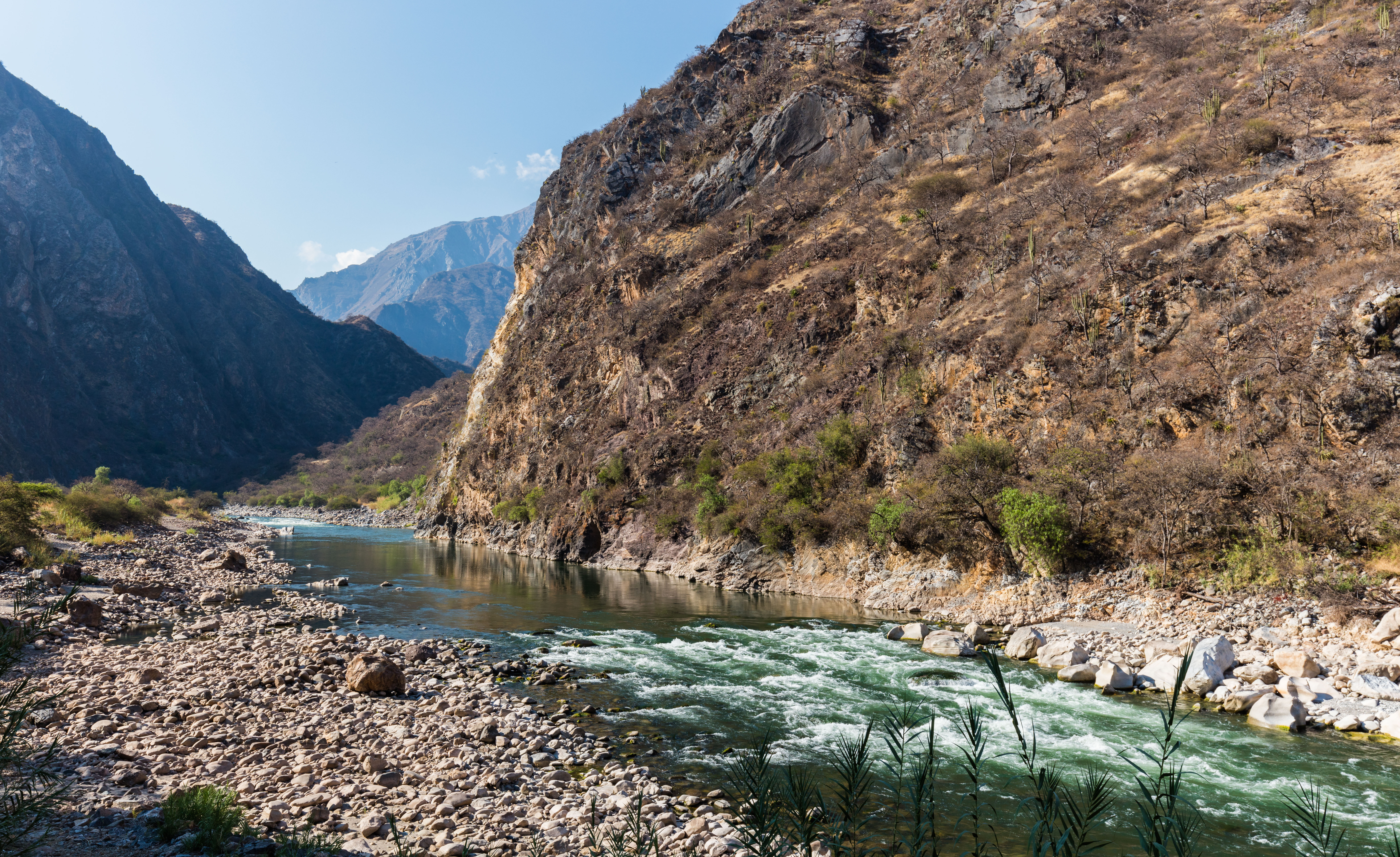
A folyó Cusco megyében
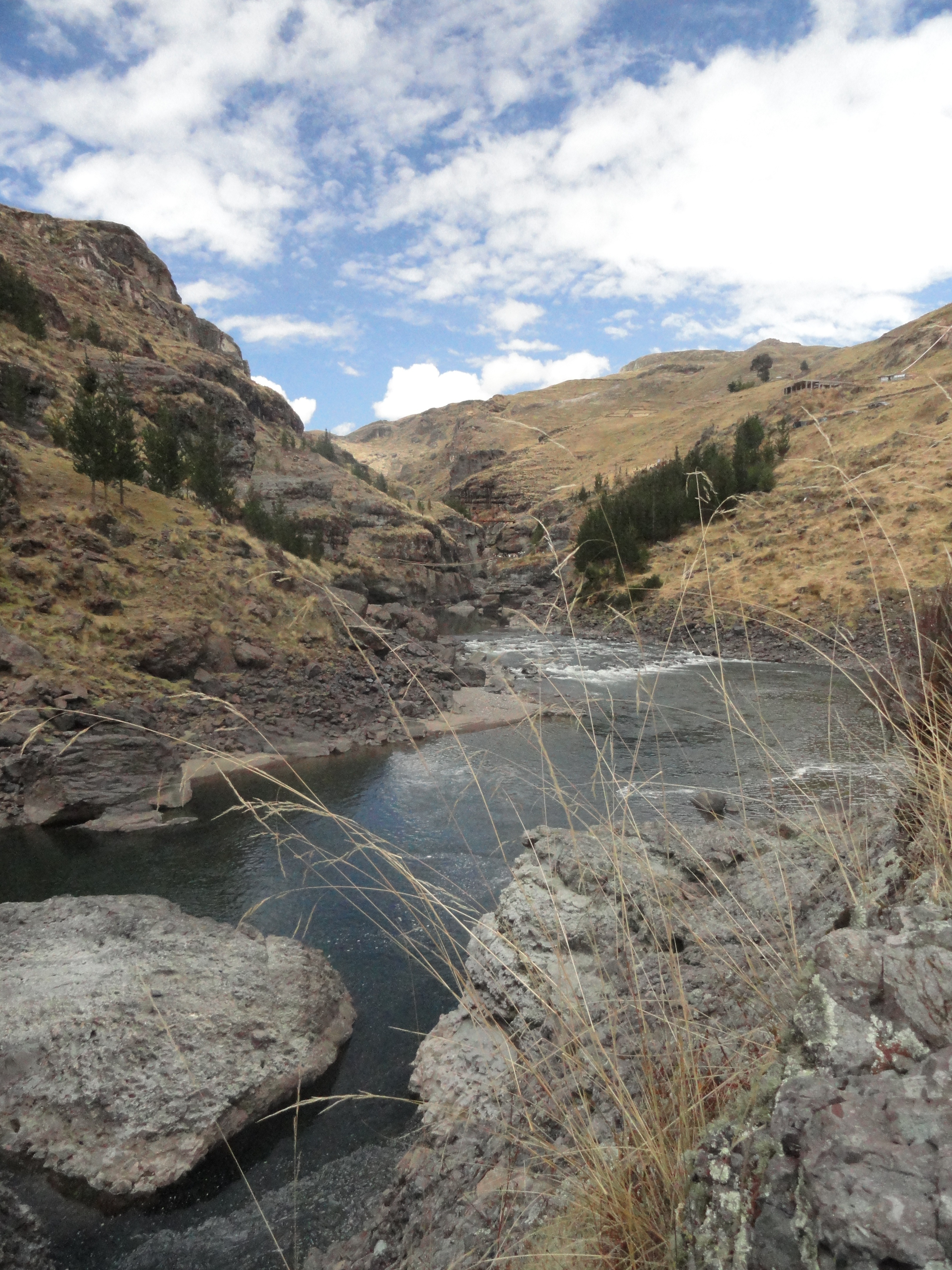
A Festuca dolichophylla nevű csenkesz az Apurímac partján
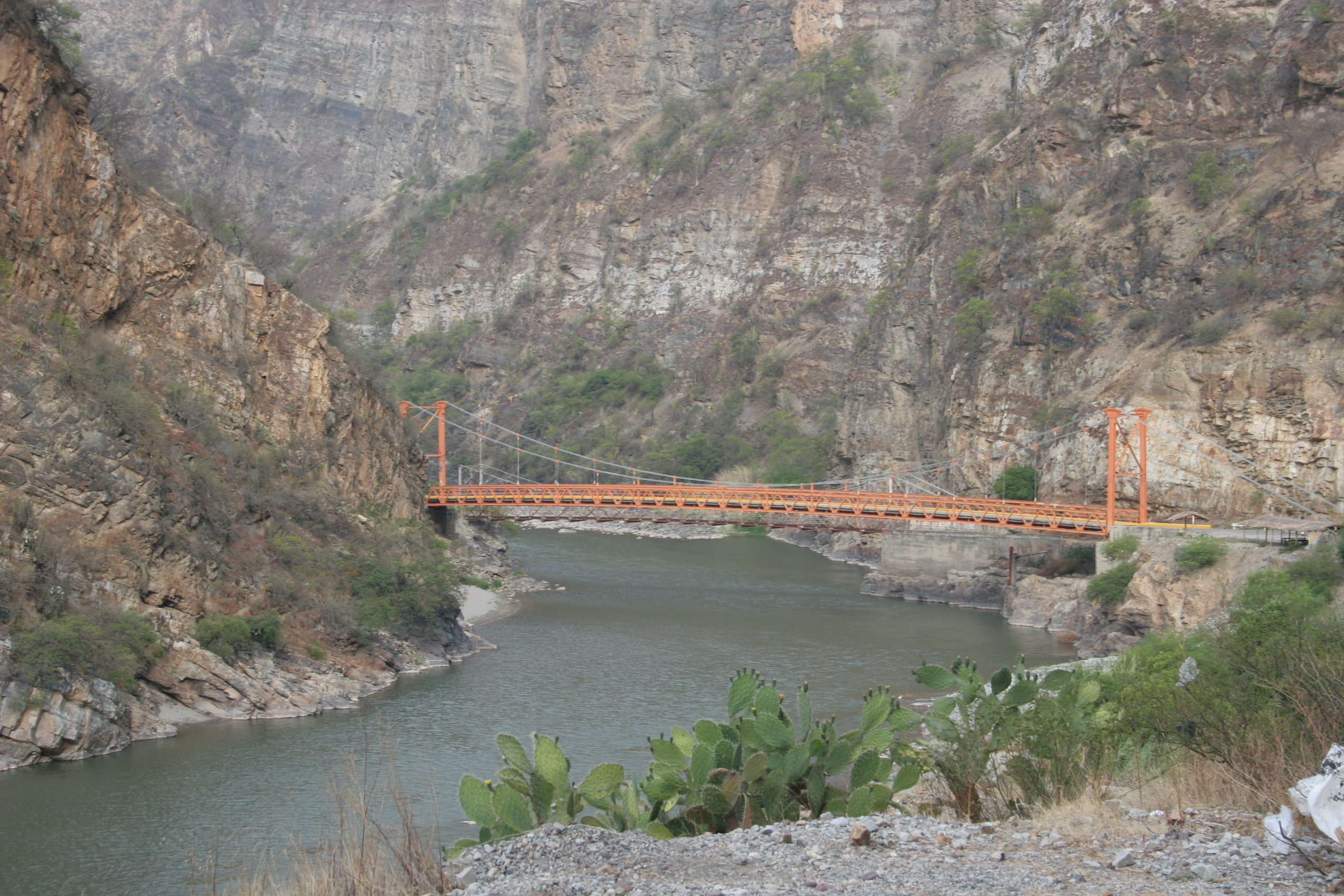
Híd Curahuasi közelében